# 蕭世延
蕭世延（1505年—？年），字可靜，四川成都府內江縣人，明朝政治人物。

## 生平
四川鄉試第十名舉人，嘉靖十七年（1538年）戊戌科進士。授行人，二十四年十二月选授江西道试御史，二十五年九月实授，二十七年巡按廣西，三十年任廣東巡按御史。三十一年出为布政司参议，本年十二月以考察冠带闲住。

## 家族
曾祖蕭汝明，祖蕭騏，父蕭露，嫡母吳氏；生母李氏。慈侍下。兄世顯（壽官）；世雍；世選；世熙（監生）；世建，弟世尚；世曾（貢士）；世謙；世賞。。